# Oosterbeek

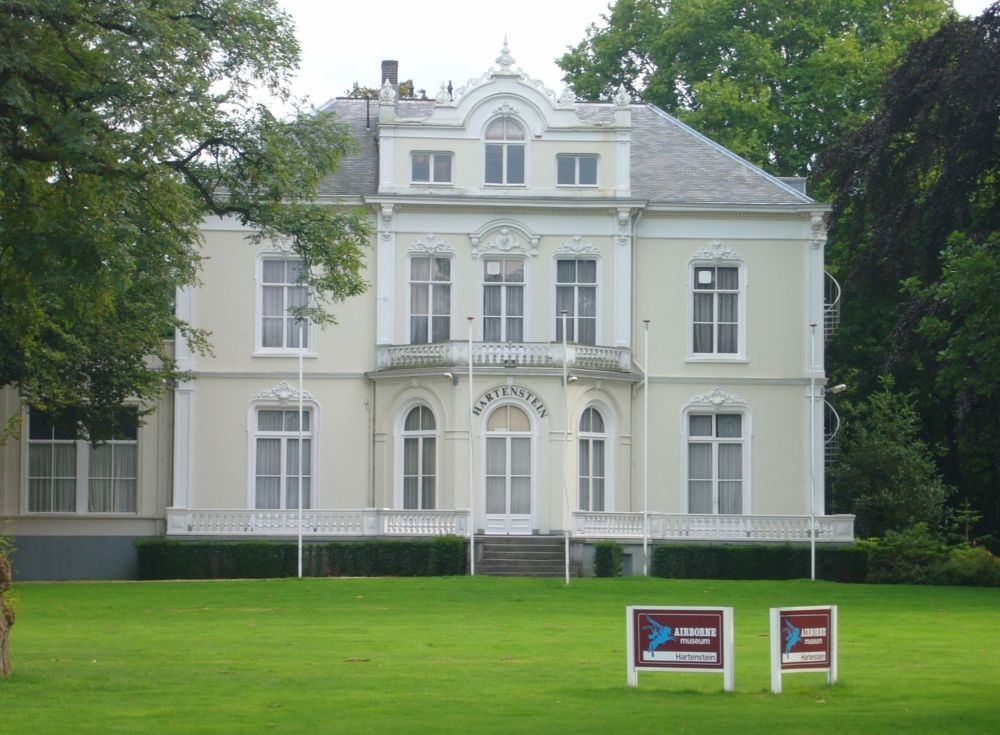
Siedziba Muzeum Wojsk Spadochronowych w Oosterbeek

Oosterbeek – miasteczko w Holandii w prowincji Gelderland, w gminie Renkum około 5 km od Arnhem.
Najstarsza część osady to Benedendorp (Dolna Osada), na północnym brzegu Renu. Fragmenty kościoła Hervormde Kerk są datowane na drugą połowę X wieku.
W XIX wieku wybudowano kilka posiadłości na północ od starej części osady takich jak De Hemelse Berg (zniszczona w 1944) i Hartenstein. Rozwój tej części wioski doprowadził do powstania Bovendorp (Górnej Osady).
We wrześniu 1944 osada została poważnie zniszczona podczas operacji „Market Garden”. Generał Robert Urquhart (dowódca brytyjskiej 1 Dywizji Powietrznodesantowej) posiadał swoją kwaterę we wspomnianym Hartenstein, w którym obecnie mieści się Muzeum Wojsk Spadochronowych.
Nieopodal miasta mieści się Cmentarz Wojenny w Arnhem-Oosterbeek, na którym pochowano 1759 żołnierzy poległych w operacji Market Garden, w tym 73 Polaków walczących w Oosteerbeek w ramach 1 Samodzielnej Brygady Spadochronowej.
W mieście tym w Hotelu de Bilderberg w maju 1954 roku powstała Grupa Bilderberga z inicjatywy Józefa Retingera.